# 하프라이프: 소스
《하프라이프: 소스》(영어: Half-Life: Source)는 오리지널 하프라이프 게임에 하프라이프 2 엔진을 이식한 것으로, 하프라이프 2 콜렉터스 에디션과 골드 에디션에 포함된 것 중 하나다. 스팀에서도 판매하고 있다. 엔진이 바뀌고 물리 시뮬레이션이나 특수효과 등이 더 향상되었으나 그래픽은 그다지 큰 변화가 없다. 다른 바뀐 점은 다른 챕터로 바로 넘어갈 수 있어 게임 전부 플레이할 필요가 없어졌으며, 메인 화면에 메뉴와 배경 그림만 있던 오리지널에 비해 배경이 게임의 한 장소를 보여주는 것으로 바뀌었다.